# كرتس مايفيلد
كرتس لي مايفيلد (حزيران من 3، 1942 - كانون الأول من 26، 1999) كان مفني أمريكي يفني السول و «ر-ن-ب» والفنك. كانمفني وكاتب أغنية وفحرج أغافي. لعرف بعحاله الني قام بها مع فرفته الني تدعى «ذي مبريشنز» خلال الحرب الأهلية الدمرتلية في فتره 1960 ولنظحة الأعحال السحفونية. ولقد عرف الفياً لكونه مفك ووملحن وكاتب أغنية. وقد انى تج البومات معروف مهنا «سوبرفمي» و «نيو ورلد وردر» و «كرتس». وبالأمنانة للقناء والتلحين وكتابة الموسيفي وكان يستطيع ان يلمب الآلات الموسيقية مثل القيثار والجهير والبيانو والساكسفون والطبلة. ولقد هم قبوله في صالة «الروك والرول القاعة المشاهير» في 1991 ثم حصلت «الغرامي الجائزة الإنجاز الحياة» في 1995.

## السنوات الأولى
ولدت مايفيلد في شيكاغة يلينوي على 3 من يونيو، 1942. وقد ولد لكينيث مايفيلد وماريون واشنطن. في من 7 يبدأ أن يغناء في كنيسة جدته حيث وجد حبه بالموسيقية. خلال سنواته الأولى درست الموسيقى لنفسه وتعلمت أن يعزف الإيتار. في سن 16 غادرت المدرسة أن يخلق فرقته «ذي روسترز» من جري بتلر وسام غودن وارثو بروكس ورشرد بروكس.

### ذي مبريشنز
عندما يغادروا بروكس الاخوة وبتلر الفرقة مايفيلد صار المغني الرئيسي وتحق فرد كاش الفرقة التي صاى «ذي مبريشنز» . يكتبون وأدون الأغاني مثل «ومانز غاط سول». على يوتيوبو «فور يور برشوس لوف» . على يوتيوبو «يتز ال رايت» . على يوتيوبو «بيبل غت ردي» . على يوتيوبالتي أصبحت النشير الشعبي لحركة الحقوق المدنية من 1960.

## مسيرته الفردية
في عام 1970 غادرت مايفيلد «ذي مبريشنز» أن بداء مسيرته الفردية التي بداء مع الموسيقى لالفيلم «سوبرفلي»  التي كتبت ونفذت ونتجت. كان الفيلم التعليق لمجتمع السود ومناطق الفقر الحضري تعاني من إساءة استعمال المخدرات وعنف خلال تلك السنوات. كانت الأغنية الأكثر شعبية من الأمبوم «سوبرفلي»  و «فرديس ديد» . على يوتيوب).
بعد (سوبرفلي)، كتب أكثر ألبومات الشعبية مثل «كرتس» و «ذرز نو بليز ليك أمريكا تودي» و «نيو ورلد وردر». مع هذه الألبومات (وغيرها الكثير) كتب الأغاني مثل «غف ات وب» . على يوتيوبو «ذي ماكينز وف يو» . على يوتيوب) و «بلو موندي بيبول» . على يوتيوبو «نيو ورلد وردر» . على يوتيوبو «سو ين لوف» . على يوتيوب.

## سنوات لاحق والموت
وتابع مسيرته الموسيقى خلال سنوات 1970 وسنوات من 1980. كان مصابا في حادث إضاءة في بروكلن نيو يورك على 13 من أغسطس، 1990. كان قدشل بالحادث من رقبته إلى أصابعه. قال لا يستطيع الإيتار لكن تابعت أن يخلق ألبومه الأخير «نيو ورلد وردر». بعد كتب «نيو ورلد وردر»، وقد رحب في «الروك والرول القاعة المشاهير»  على 15 من آذار، 1991 وفي 1995 حصلت «الغرامي الجائزة الإنجاز الحياة» . بعد عدة أشهر، على 26 من كانون الأول، 1999، ماته مايفيلد في روسيل، جيورجا بعد ساءت الصحيته خلال السنوات التسع التي تلت إصابته.

## وصلات خارجية
- كرتس مايفيلد على موقع IMDb (الإنجليزية)
- كرتس مايفيلد على موقع الموسوعة البريطانية (الإنجليزية)
- كرتس مايفيلد على موقع روتن توميتوز (الإنجليزية)
- كرتس مايفيلد على موقع ميوزك برينز (الإنجليزية)
- كرتس مايفيلد على موقع رولينغ ستون (الإنجليزية)
- كرتس مايفيلد على موقع تيرنر كلاسيك موفيز (الإنجليزية)
- كرتس مايفيلد على موقع إن إن دي بي (الإنجليزية)
- كرتس مايفيلد على موقع أول ميوزيك (الإنجليزية)
- كرتس مايفيلد على موقع ديسكوغز (الإنجليزية)
- كرتس مايفيلد على موقع قاعدة بيانات الفيلم (الإنجليزية)